# August Bostetter
August Bostetter (* 28. April 1850 in Bietlenheim; † 20. April 1922 in Brumath) war Mediziner, Bürgermeister und Mitglied des Deutschen Reichstags.

## Leben
Bostetter besuchte das Gymnasium in Straßburg und studierte Medizin an der französischen Universität von Straßburg (1869) und auf der Kaiser-Wilhelms-Universität in Straßburg bis 1874. Ab 1874 war er praktischer Arzt in Brumath und Kantonal-Arzt ab 1877. Bürgermeister in Brumath war er von 1891 bis zu seinem Tode im Jahr 1922.
Von 1893 bis 1898 war er Mitglied des Deutschen Reichstags für den Wahlkreis Reichsland Elsaß-Lothringen 9 (Straßburg-Land) und die Nationalliberale Partei, deren Fraktion er sich im Reichstag jedoch lediglich als Hospitant anschloss.